# برج ده علی
برج ده علی مربوط به سده‌های ۱۰ تا ۱۳ ه.ق - دوره قاجار است و در شهرستان کوهبنان، بخش مرکزی، دهستان خرمدشت، روستای ده علی، محله سراستخر واقع شده و این اثر در تاریخ ۱۸ اسفند ۱۳۸۷ با شمارهٔ ثبت ۲۵۳۰۱ به‌عنوان یکی از آثار ملی ایران به ثبت رسیده است.